# Under Armour
Under Armour è un'azienda statunitense, fondata nel 1996, attiva nel settore dell'abbigliamento sportivo e in particolare nel performance apparel, ovvero la categoria di capi che migliorano le prestazioni 
atletiche. 

## Storia

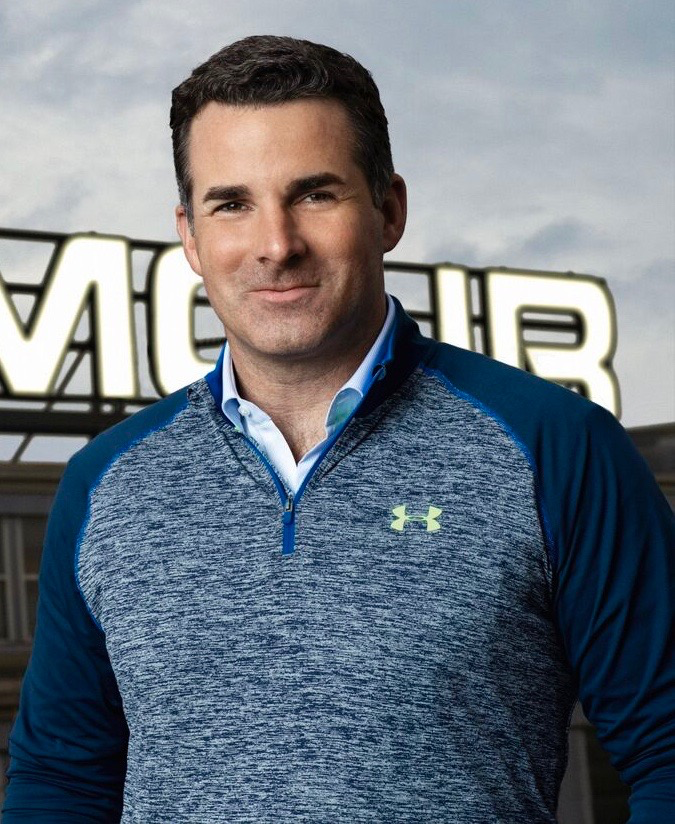
Kevin Plank, fondatore di Under Armour

Under Armour è stata fondata il 25 settembre 1996 a Baltimora (Maryland, USA) da Kevin Plank, ex giocatore di football americano all'Università del Maryland.
Giocando nella posizione di fullback, Plank non si capacitava di dover cambiare le magliette intrise di sudore durante ogni allenamento. Accorgendosi che i pantaloni a compressione che indossava durante l'allenamento restavano privi di sudore, cominciò a produrre T-shirt in fibra sintetica.
Il nome "Under Armour" ("sotto l'armatura") utilizza la grafia britannica Armour invece che quella americana Armor perché quest'ultima non era disponibile nel numero verde personalizzato in uso al momento della fondazione dell'azienda.
Ha poi esteso il suo raggio d'azione ad altri sport. È stato fornitore tecnico della nazionale di rugby a 15 del Galles, ed è uno dei principali sponsor di Steph Curry.